# Neviodunum
Neviodunum (dobesedno Novo mesto) je bila rimska naselbina na področju današnjega kraja Drnovo na Krškem polju. Rimljani so področje med osvajalno potjo v smeri proti Panoniji poselili leta 35 pr. n. št. Predhodne prebivalce tega področja, keltske Latobike, so s pomočjo trgovine, diplomacije in vojaške sile priključili Rimskemu imperiju. Naselbina je nastala kot vojaška postojanka, kasneje pa je uprava prešla v civilne roke. Leta 70 (n. št.) je cesar Vespazijan Neviodunumu podelil mestne pravice in ga povzdignil v municipij s polnim imenom Municipium Flavium Latobicorum Neviodunum. Njegovemu razvoju je botrovala ugodna geografska lega na poti med Siskom (tedaj Siscia) in Ljubljano (Emona), med katerima sta potekali tako cestna kot rečna trgovska pot. Neviodunum je postal pristanišče in pomembno trgovsko središče. Med arheološkimi izkopaninami so bili najdeni tržni prostori in skladišče, opekarske in lončarske delavnice, kopališče, vodnjaki, stanovanjske stavbe z mozaiki, vodovod, hipokavsti (naprave za ogrevanje prostorov s toplim zrakom) ter številna grobišča. Njihova posebnost so hišaste žare (v obliki hiš, pogosto s petelinom na strehi), ki izpričujejo o vplivu keltskih verovanj.
Kamniti stebri in tlorisi zgradb se nahajajo na prostem na obrobju naselja Drnovo, večina izkopanin pa se nahaja v slovenskih muzejih.